# Мухаммед Акбар Хан
Мухаммед Акбар Хан (пушту محمد اکبر خان‎; 4 августа 1933 — 26 ноября 1942) — кронпринц Афганистана с 8 ноября 1933 до 26 ноября 1942 года.

## Биография
Родился Мухаммед Акбар Хан 4 августа 1933 года. Является старшим сыном Мухаммеда Захир-шаха и Хумайры Бегум. После смерти своего деда Надир-Шаха становится кронпринцем Афганистана. Однако 26 ноября 1942 года он умирает в девятилетнем возрасте. После этого кронпринцем становится второй сын Захир-шаха, Ахмад-Шах Хан.